# Sancte Örjens gille
Sancte Örjens gille i Stockholm är en svensk orden grundad 1921. Gillet samlar i första hand personer med anknytning till gruvnäring och metallindustri. Sankt Örjen är ett annat namn för Sankt Göran.
Initiativet till gillet togs av Axel Lindblad, kemist vid Centralgruppens emissionsbolag för letning av malm i Västerbotten (föregångaren till Boliden AB). Tanken var att samla personer inom malmbrytningen till ett gille med förebild i ett medeltida skyddsgille vid Stora Kopparberget, dvs. Falu gruva. Gillet bildades på Sankt Georgsaftonen den 22 april 1921 som "en ny sammanslutning av etisk och kulturbärande natur". Vid utformningen medverkade bland andra även Carl Sahlin och gillet fick en bred rekryteringsbas, hela gruv- och metallindustrinäringen. Vid bildandet invaldes 59 gillebröder.
Sammanslutningen skedde i en tid när ekonomiska förhållanden hade pressat gruvnäringen och dess industrier. Ungefär vid samma tid, kring 1920-talets början, fanns ett stort intresse för gruv- och brukshistoria. Utgivningen av Karl-Erik Forsslunds Med Dalälven från källorna till havet hade påbörjats och Ferdinand Boberg (som var gruvfogdeson) arbetade med verket Bruk och gruvor i Bergslagen. 1921 tillägnades Carl Sahlin vänboken En bergsbok. Gillet hade under denna första tid flera personer med kulturhistoriska intressen: Harald Carlborg, Bertil Boëthius, Johnny Roosval och Herman Sundholm.
Verksamheten omfattar årligen flera stämmor med föredrag, en högtidsstämma i april och en vespergudstjänst i Storkyrkan i Stockholm (om möjligt den 10 oktober, dagen för slaget vid Brunkeberg). Gillet har en speciell anknytning till Storkyrkan genom Sankt Göran-skulpturen där. Gillet har sedan 1939 sina sammankomster på Jernkontoret i Stockholm (eller på Tekniska Museet). Medlemmarna väljs in och ingår i så kallade länkar (grader) från länk I lärosvenner till länk VII hövitsmän och VIII De äldstes råd. Gillet leds av en storålderman och en syssloman.
1928 började utgivningen av årsboken Med hammare och fackla, som nu utkommer med längre mellanrum än ett år. 1989 avskildes denna utgivning till en separat stiftelse.